# Bafia
Bafia es una comuna camerunesa perteneciente al departamento de Mbam-et-Inoubou de la región del Centro.
En 2005 tiene 55 506 habitantes, de los que 47 471 viven en la capital comunal homónima. Es la tercera mayor ciudad de la región, tras Yaundé y Mbalmayo. Es una comuna con gran diversidad religiosa, con un 54% de cristianos, 23% de animistas y 20% de musulmanes.
Se ubica en el cruce de las carreteras N4 y P10, a orillas del río Mbam.

## Localidades
Comprende la ciudad de Bafia y las siguientes localidades:
- Donenkeng I
- Egona I
- Goufan I
- Goufan II
- Ngomo
- Nyambaye
- Omeng
- Taro
- Tsekani